# Campionati del mondo di ciclismo su pista 1980
I Campionati del mondo di ciclismo su pista 1980 si svolsero a Besançon, in Francia.

## Medagliere
| Posiz. | Nazione          | Oro | Argento | Bronzo | Totale |
| ------ | ---------------- | --- | ------- | ------ | ------ |
| 1      | Australia        | 2   | 0       | 0      | 2      |
| 2      | Paesi Bassi      | 1   | 3       | 1      | 5      |
| 3      | Unione Sovietica | 1   | 2       | 0      | 3      |
| 4      | Giappone         | 1   | 1       | 0      | 2      |
| 5      | Germania Ovest   | 1   | 0       | 3      | 4      |
| 6      | Regno Unito      | 1   | 0       | 0      | 1      |
| -      | Belgio           | 1   | 0       | 0      | 1      |
| -      | Cecoslovacchia   | 1   | 0       | 0      | 1      |
| -      | Stati Uniti      | 1   | 0       | 0      | 1      |
| 10     | Francia          | 0   | 2       | 1      | 3      |
| 11     | Italia           | 0   | 1       | 2      | 3      |
| 12     | Canada           | 0   | 1       | 0      | 1      |
| 13     | Danimarca        | 0   | 0       | 2      | 2      |
| 14     | Spagna           | 0   | 0       | 1      | 1      |